# Хаит, Баймирза
Баймирза Хаит Махмудмирза оглы (узб. Boymirza Hayit Mahmudmirza o'g'li, англ. Baymirza Hayit; 17 декабря 1917 год; Наманган, Туркестанское генерал-губернаторство, Российская республика — 31 октября 2006 года; Кёльн, Германия) — узбекский и немецкий общественный и политический деятель, публицист, историк, востоковед, идеолог узбекского национализма и борьбы за свободу и независимость Единого Туркестана. Советский коллаборационист — со Второй мировой войны, во время которой сотрудничал с Третьим рейхом, и до своей смерти находился в вынужденной эмиграции в Германии.

## Биография

### Ранние годы
Баймирза Хаит родился 17 декабря 1917 года в Джаркургане Наманганской области Туркестанского генерал-губернаторства Российской империи, в узбекской семье.
Баймирза Хаит был одним из девяти детей и его воспитывала мать Рабия Хаит и отец Мирза Махмудмирзаоглы. В школьные годы у него появился интерес к литературе и искусству. Несмотря на тяжёлые 1930-е годы, в 1939 году он окончил исторический факультет Ташкентского Госуниверситета.

### Военная деятельность
После окончания университета, том же году он был призван в ряды Красной армии в танковые войска и в качестве командира танка принял участие во Второй мировой войне во время Польского похода РККА. Позднее, Баймирза Хаит стал лейтенантом.
В 1941 году после нападения фашистской Германии на СССР, на 10-й день войны Баймирза попал в немецкий плен на территории Белоруссии.
По словам самого Хаита, из лагеря военнопленных его забрал Мустафа Шокай. В плену он был завербован против советского режима и позднее стал служить офицером в новообразованном Туркестанском легионе Вермахта.
Баймирза Хаит стал одним из лидеров Туркестанского легиона.
В частности, будучи в чине гауптштурмфюрера, он руководил наиболее важным военным отделом образованного сразу после смерти Мустафы Шокая в начале 1942 года, Национального комитета объединения Туркестана или НКОТ. В 1944 г. Баймирза Хаит был избран заместителем председателя НКОТ.

### Послевоенная деятельность
После окончания войны Хаиту удалось избежать преследования и он остался в Западной Германии, где окончил Мюнстерский университет и преподавал историю, востоковедение и исламскую науку в том же университете. С тех пор он начал глубокое исследование в области истории и литературы о своей исторической родине — Туркестане. В 1950 году он защитил свою диссертацию о Кокандской автономии и Алаш Орде и получил степень доктора философских наук. В том же году, после отмены расовых законов на территории бывшего Рейха трудами советской армии и её союзников, он женился на молодой немке враче по имени Рут из Кёльна. Позднее у них родились два сына и одна дочь: Эртай, Мирза и Дилбер.
С 1953 по 1960 Хаит занимался координацией действий туркестанских эмигрантских организаций в Турции, Египте, Саудовской Аравии, Иордании, Сирии, Пакистане и Индии. Однако, ему не удалось добиться больших успехов, и к 1960-м годам НКОТ и существовавшее с 1920-х гг. соперничающее пантюркистское Туркестанское национальное объединением зашли в тупик и фактически прекратили свою деятельность.
Кроме Мюнстерского университета, Баймирза Хаит преподавал в ряде университетах по всему миру. В частности, он работал ассистентом Лондонского университета, был преподавателем Гарвардского университета, университета Хеджитеппе в Анкаре, Стамбульского университета и в ещё одного стамбульского университета Мармара.
В результате, примерно с этого времени Хаит, как и остальные члены туркестанского движения, занимались почти исключительно культурной и научной деятельностью, связанной с противостоянием с СССР. В годы «холодной войны» Хаит становится радикальным представителем научного направления, известного как советология.
По своим взглядам и убеждения, Хаит не признавал деления на национальные республики, отстаивал идею Туркестана как общей родины всех «туркестанцев», в число которых он включал все народы постсоветской Центральной Азии и Синцзяня — то есть был «туркестанцем». Кроме пантюркизма, Хаиту была близка идея кардинальной несовместимости советского строя и мусульманства. Также Хаит был ярым сторонником и пропагандистом басмачества. Он считал басмачество всенародной борьбой за Туркестан, а также, что все годы Советской власти жители Туркестана подвергались угнетению и вплоть до распада СССР боролись за свою независимость. Однако, столь радикальные взгляды вызывали и вызывают сомнения объективных исследователей.
Баймирза Хаит скончался 31 октября 2006 года в Кёльне в возрасте 88 лет и был похоронен на одном из кладбищ Кёльна.

## Издательская деятельность
С 1950-х и вплоть до своей смерти, Баймирза Хаит написал десятки статей и 15 книг по истории Туркестана на немецком, английском и турецком языках. Баймирза Хаит был активным сторонником независимости всего Туркестана от СССР, а также территории Уйгуристана от Китая. Его работы были раскритикованы и запрещены в Советском Союзе. В других странах его работа была оценена как огромная политическая и историческая актуальность. Баймирза Хаит в те времена был одним из немногих историков, интересом которого стала история Туркестана и весь Туркестан в целом. В тюркоязычном мире он приобрел высокую репутацию. В 2004 году ему было присвоено звание почетного доктора за его пожизненную работу в Стамбульском техническом университете.

## Частичный список опубликованных его работ

### Книги
- "Национальные правительства в Коканде и Алашской Орде" (Мюнхен 1950)
- "Туркестан в XX веке" (Дармштадт 1956)
- "Сборник документов: Россия против ислама и политики в Туркестане" (Дюссельдорф 1958)
- "Колониализм и империализм в Туркестане: Колониализм нового стиля по отношению Исламского народа" (Дюссельдорф 1965)
- "Туркестан между Россией и Китаем" (Амстердам 1971)
- "Туркестан между Евразией" (Стадиенверлаг 1980)
- "Некоторые мысли о проблеме Туркестана" (Мюнстер 1984)
- "Ислам и Туркестан под властью России" (Стамбул 1987)
- "Туркестан как исторический фактор и политическая идея" (юбилейный сборник к 70-летию Баймирзы Хаита
- "Басмачи: Национальная борьба в годы 1917-1934" (Кёльн 1993)
- "Отчет исследований о Туркестане" (Кёльн 1997)
- "Новейшая история Туркестана" (Стамбул 2000)

### Статьи
- "Коммунистические партии в Туркестане" (газета «Central Asian Review», 1957)
- "Туркестан в качестве примера Советского колониализма" (статья в книге «Исследование Советского Союза», 1961)
- "Советский колониализм и империализм в Туркестане" (газета «Остерхаут», 1962)
- "Новые мнения об Эмире в Туркестане" (газета «Milli Turkistan», 1969)
- "Антиисламизм ислама в Советском Союзе" (газета «Osteuropa», 1972)
- "Туркестан: чехол для национальной независимости" (журнал «Institute of Muslim Minority Affairs», 1979)

## Достижения
- Лейтенант Красной Армии: 1940
- Офицер Туркестанского Легиона Вермахта: 1942
- Ученая степень "Доктор философских наук": 1950
- Почетный доктор Технического университета Стамбула: 2004

## Комментарии
1. ↑  Сегодня эту территорию занимают: Узбекистан, Туркменистан, Казахстан, Кыргызстан и Синьцзян-Уйгурский автономный район Китая.